# نووی لیگوره
نووی لیگوره (به ایتالیایی: Novi Ligure) یک کومونه در ایتالیا است که در استان آلساندریا واقع شده‌است.

## خصوصیات
نووی لیگوره ۵۴٫۲۲ کیلومترمربع مساحت و ۲۸٬۵۸۱ نفر جمعیت دارد و ۱۹۷ متر بالاتر از سطح دریا واقع شده‌است.

## خواهرخوانده
شهرهای مرینین، Sorbiers، الباسان و بیسستر خواهرخوانده‌های نووی لیگوره هستند.